# ديفيد إل. كاتس
ديفيد إل. كاتس (بالإنجليزية: David L. Katz)‏ هو عالم أمريكي، ولد في 20 فبراير 1963 في لوس أنجلوس في الولايات المتحدة.

## وصلات خارجية
- الموقع الرسمي